# Stenomacrus affinitor
Stenomacrus affinitor är en stekelart som beskrevs av Aubert 1981. Stenomacrus affinitor ingår i släktet Stenomacrus och familjen brokparasitsteklar. Inga underarter finns listade i Catalogue of Life.